# 前魏登塔尔
前魏登塔尔，或纯意译作福德魏登塔尔，是德国莱茵兰-普法尔茨州的一个市镇。总面积10.12平方公里，总人口635人，其中男性316人，女性319人（2011年12月31日），人口密度63人/平方公里。